# Vegaviana
Vegaviana es un municipio español de la provincia de Cáceres, Extremadura. Se encuentra en la vega del río Árrago, en una zona que se transformó en regadío con la construcción en 1954 del pantano de Borbollón.
En el municipio se encuentran el poblado de colonización de Vegaviana y las escuelas-capilla de Mata Baja, La Morra, La Quinta y Porciones. Su conjunto histórico, muestra de la arquitectura de colonización española de mediados del siglo XX, es candidato a bien de interés cultural desde octubre de 2014.

## Geografía física
La localidad de Vegaviana se localiza en el extremo noroeste de la provincia de Cáceres, en la mancomunidad de Sierra de Gata. Su término municipal está caracterizado por el llano de regadío (con las estribaciones de la sierra como telón de fondo) con una altitud máxima de 284 m s. n. m. y limita con los términos municipales de Cilleros y Moraleja.
La red fluvial de esta zona está vertebrada en torno a la rivera de Gata, afluente del río Arrago, en la cuenca hidrográfica del Tajo, que nace en las proximidades del monte Jálama para dirigirse, tras ser embalsado en las proximidades de Villasbuenas de Gata, hacia el llano de Moraleja.
Estas cuencas se definen por medio de un paisaje regular que, en el caso de Vegaviana, está cubierto por extensos pastizales y campos de cultivos propicios para el regadío. En los arroyos y las charcas, la vegetación es exuberante con bosques, galería de salicáceas (salix alba o populus alba en el arroyo Parras), tamujos, juncos, carrizales o zarzas. En los márgenes de las parcelas y en los huertos, crecen numerosos árboles frutales. Completan el paisaje de la zona, en cuanto a vegetación arbórea se refiere, encinas, alcornoques, moreras, eucaliptos y olivos. En torno al núcleo urbano de Vegaviana, se conserva fosilizado un retazo de la dehesa que debió caracterizar secularmente esta zona de la comarca. Por este espacio discurre una cañada de ganados, ramificación de la cañada de Alcántara, en parte coincidente con la principal carretera del municipio a su paso por el núcleo urbano.
Pero el paisaje predominante en la actualidad es producto de la transformación radical que sufrió la comarca en el siglo XX, debido al
ambicioso proyecto de regadío realizado en época franquista. El Catastro de Ensenada (1753) nos permite entender, de forma general, las características primigenias de las tierras del Valle de Moraleja, dedicadas a hortalizas en los cultivos de regadío aledaños a las áreas ribereñas, y a cereales, vías y olivos en el secano. Las tierras más pobres, de monte bajo, se dedicaban a pastos para el ganado. Será entonces, a mediados del siglo XX, mediante la construcción de embalses, canales y acequias, cuando se ampliaron las estrechas franjas de tierra de regadío que existían hasta entonces. El gran hito en este proceso es la construcción de la presa del embalse del Borbollón sobre el río Árrago, en el término municipal de Santibáñez el Alto, al nordeste de Vegaviana, a unos quince kilómetros de distancia en línea recta. La presa se realizó en el año 1954 y, en ese mismo año, se redacta el proyecto de fundación de Vegaviana. En los documentos originales del "Proyecto del pueblo de Vegaviana", podemos leer expresamente cómo la fundación se destinaba a esta nueva zona agrícola.
En la década de los 90, la red de regadío se completó con la construcción del embalse sobre la Rivera de Gata, debido a la insuficiencia del volumen de agua embalsada del Borbollón para atender las necesidades de riego de toda la comarca. Paralelas a los canales, discurren carreteras de servicio que comunican el municipio con los núcleos de población dispersos.

## Historia

### Origen
El nombre de Vegaviana procede del mismo nombre de una de las fincas en las que se situó el poblado de colonización, en una zona de arbolado de encinas y alcornoques y monte bajo.

### Poblado de colonización
Entre 1954 y 1958 se realizan las obras del poblado de colonización que albergaría a los colonos llegados de distintas zonas de Extremadura para trabajar las parcelas asignadas por el  Instituto Nacional de Colonización (INC).
Los 58 primeros colonos que se asentaron en el pueblo con sus familias lo hicieron a partir de 1956. Se instalaron en barracones mientras se finalizaba la construcción de las casas. En 1961 se habían asentado 3131 colonos, pero debido a una mala producción de los primeros años, que obliga a muchos de ellos a la emigración, se reduce el número hasta 179 en 1966.

### De Entidad Local Menor a Municipio
En 1993 Vegaviana se constituía en Entidad Local Menor dependiente de Moraleja. Pero en el año 2005 interpuso un expediente de segregación municipal,  constituyéndose el 25 de junio de 2009 como municipio independiente de Moraleja.

## Demografía
| Gráfica de evolución demográfica de Vegaviana entre 2011 y 2021 |
| |
| Población de derecho según los censos de población del INE Población de hecho según los censos de población del INEEntre el censo de 2011 y el anterior, aparece este municipio porque se segrega del municipio Moraleja. Este hecho se produjo en 2009. |

## Economía
El sector agropecuario es el principal pilar de la economía de la comarca. Si bien, en los inicios del plan de regadío el algodón, el tabaco o el maíz copaban la producción agrícola, los dos primeros han dejado paso al tomate, el pepino y otras variedades de hortalizas. 
Igualmente significativo es el sector ganadero, especialmente bovino, que determina un paisaje característico de amplias praderas destinadas para el forraje que, a principios de verano, se encuentran jalonadas con pilas de alpacas.

## Transportes
El pueblo se sitúa a unos 4 km de lo que por ahora es el punto final de la autovía del Norte de Extremadura, en el cruce con la EX-108, aunque esta distancia aumenta por no haber una carretera que llegue directamente hasta allí. Para llegar a la autovía puede elegirse entre ir por la carretera de Moraleja, que sale al este del pueblo, o por otra carretera que lleva a la EX-108 por el sur. Al norte del pueblo sale una carretera que lleva a la CC-3.1, por la cual se puede ir a Cilleros. Por el oeste se puede ir a Portugal, entrando por la frontera de Monfortinho. Todas las carreteras que salen de Vegaviana presentan graves deficiencias en el firme y carecen de arcén.

## Servicios públicos

### Educación
En el pueblo hay un colegio público de educación infantil y primaria, el CEIP María de los Ángeles Ballesteros. La educación secundaria puede estudiarse en el IES Jálama de Moraleja.

### Sanidad
En el pueblo hay un consultorio de atención primaria situado en la plaza Los Artesanos.

## Patrimonio

### Arquitectura
El proyecto arquitectónico de Vegaviana fue obra del arquitecto José Luis Fernández del Amo, en colaboración con Genaro Alas Rodríguez. El proyecto inicial de 1954 comprendía la construcción en una primera fase de 160 viviendas para colonos y 30 para obreros agrícolas además de los edificios públicos y locales de comercio. El  Instituto Nacional de Colonización (INC) consideró el coste de las viviendas excesivo y pidió una modificación parcial del proyecto que finalmente se compondría de 130 viviendas para colonos y 60 para obreros agrícolas. 
Las obras se prolongaron desde 1954 a 1959. El proyecto fue presentado en el V Congreso de la Unión Internacional de Arquitectos de Moscú en 1958, en el que fue muy reconocido y valorado. 

En 1961, en la VI Bienal de Arte celebrada en São Paulo, Brasil, José Luis Fernández del Amo obtuvo la medalla de oro en su apartado “Planificación de agrupaciones urbanas” por los proyectos de los pueblos de Vegaviana, San Isidro de Albatera, El Realengo y Villalba de Calatrava.

### Edificios públicos
Iglesia de Nuestra Señora del Rosario de Fátima.
Las iglesias forman, dentro de los pueblos de colonización como también ocurre en Vegaviana, el conjunto edificatorio más importante. Estaban constituidas por la iglesia, la sacristía, el despacho parroquial, los aseos y el almacén. Los pueblos mayores tenían también vivienda para el sacerdote y la Acción Católica, separada para hombres y mujeres. La iglesia de Vegaviana fue construida en 1958. De ella sorprende especialmente su monumentalidad.
Se levanta en mampostería de pizarra y encalada en blanco. Presenta un doble acceso lateral y frontal. La fachada principal se orienta hacia la plaza de Fernández del Amo y está flanqueada por dos torres prismáticas a ambos lados, un tanto adelantadas sobre el plano de fachada; presenta vanos adintelados sobre los que se disponen las campanas; y remata en cubierta de teja cerámica curva árabe. En el plano central de la fachada, se sitúa un mosaico de azulejos diseñado por Antonio Valdivieso, con iconografía alusiva a la aparición de la Virgen de Fátima en Portugal. El pórtico se subdivide en dos espacios que están delimitados por una gruesa columna de hormigón.
Los laterales del templo se ornamentan con estribos y contrafuertes, en los que descansan los arcos del interior. En ellos se disponen polícromas vidrieras de hormigón, de gran luminosidad en las que se representan temas alusivos a la Sagrada Eucaristía. Las vidrieras son obra del artista José Luis Sánchez.
Destaca la austeridad moderna de su interior, el color de la cerámica y las vidrieras con el blanco de la cal. Es de una sola nave, con arcos de hormigón en la bóveda. La cabecera tiene forma absidal y, junto a ella, se sitúa la sacristía que se comunica con la casa parroquial.
Se disponen en el ábside dos vidrieras polícromas circulares de hormigón, con motivos iconográficos de La Pasión de Cristo. En el centro, El Calvario, con representación de La Virgen y San Juan, en cerámica y mosaico vítreo como fondo. La imagen exenta de Cristo Crucificado sobre cruz de forja se sitúa en un ángulo del ábside. En el lado opuesto al presbiterio está el coro, al que se accede por una escalera dispuesta en el interior de las torres que se prolonga por el ala izquierda.
Las vidrieras de hormigón situadas en el ábside y, en el resto del muro de la iglesia, también son obras de José Luis Sánchez, al igual que la representación de El Calvario.
Los mosaicos polícromos de gres, dispuestos en el presbiterio, con iconografía Eucarística, así como las catorce escenas del Vía Crucis diseminadas por los muros del templo son obra de Antonio Suárez. En la colocación y construcción de dichos mosaicos colaboró Adrián Díaz Cristóbal, oriundo de la vecina Zarza la Mayor.
El resto de bienes muebles son el Sagrario, cuyas puertas están ejecutadas en mosaico cerámico -obra de Jacqueline Canivet- y, los candelabros, realizados por Lorenzo Pascual sobre diseño de José Luis Fernández del Amo.
Estos autores pertenecen al movimiento artístico denominado "El Paso", que tuvo un importante papel en el desarrollo del arte abstracto en España. Se fundó en 1957 y, a él pertenecieron artistas de la talla de Manolo Millares, Antonio Saura o Rafael Canogart. Su ideario lo establecen en la línea del expresionismo abstracto americano y en el arte "autre" francés. Tales artistas estaban en la línea de influencia de Fernández del Amo por su vinculación a las corrientes artísticas contemporáneas y a la dirección del Museo de Arte Moderno.
Ayuntamiento
La mayoría de los Ayuntamientos estaban configurados como pequeñas construcciones de dos plantas, desarrollándose la superior, sobre un porche, con un balcón en el despacho del alcalde y rematados por torreones con pináculos, más o menos esbeltos, revestidos de aplacados cerámicos de colores. En esta misma sintonía se construye el de Vegaviana; dispuesto en la plaza de José Luis Fernández del Amo, al igual que la iglesia. Se levanta en mampostería de pizarra revocada y encalada, al igual que el resto de las construcciones del poblado. Se desarrolla en dos cuerpos. El primer cuerpo corresponde al porche y se sitúan en él columnas cilíndricas realizadas en cemento. Dicha distribución tiene cierta reminiscencia de las plazas renacentistas porticadas. En la fachada principal, bajo el porche, se abre la puerta de acceso. Al lado izquierdo están las dependencias del edificio de Correos que anteriormente estaban ubicadas en una de las estancias dedicadas a los productos artesanos.
En el segundo piso se distribuyen siete ventanas. En la esquina derecha, se amplía el volumen constructivo desarrollando una torre prismática, que alberga el reloj y remata en pináculo piramidal en el que se dispone un pararrayos.
Escuelas
En las escuelas, la normativa estaba regulada por el Ministerio de Educación Nacional y se proyectaba el número de aulas a razón de 40 alumnos por clase. La planta habitual era de seis metros de ancho por nueve de largo. Las Escuelas de Vegaviana presentan planta semicircular, flanqueada a ambos lados por sendos bloques constructivos de planta rectangular. La puerta principal es adintelada y está dispuesta bajo un porche. Corona el edificio una torre prismática, rematada por un tejado a un agua, en cuyos vanos (de singular geometría) acoge unas pequeñas campanas. El exterior presenta similar acabado al resto de las construcciones de Vegaviana: mampostería de pizarra encalada. En el interior se disponen siete aulas y otra serie de dependencias para despachos y una pequeña biblioteca.
Cooperativa del Campo "Nuestra Señora de Fátima"
En los pueblos de colonización de tamaño medio o grande se construyeron Hermandades Sindicales, que posteriormente se denominaron Centros Cooperativos, tal fue el caso de Vegaviana. Servían para que los colonos pudiesen guardar la maquinaria y también como pequeño lugar de reunión. Normalmente eran edificios de dos plantas. En la baja se situaban el hogar rural, la salas de juego y de reuniones y una biblioteca y, en la planta alta, las dependencias administrativas, el archivo y los servicios. Destacan por su tamaño y se construyen también para que los colonos puedan disfrutar de las ventajas técnicas y económicas del régimen cooperativo agrícola, como ocurre en Vegaviana. Se solían situar a las afueras del pueblo, junto a uno de los accesos. La Cooperativa de Vegaviana tiene dependencias para los diversos usos: cobertizos para acoger la maquinaria de las labores; taller para pequeñas reparaciones del conjunto de la maquinaria además de almacenes para el acopio de abono, semillas, piensos y otro tipo de material de variado uso.
Artesanías y Casa del Alguacil
Las artesanías, de características similares a los comercios, disponían en planta baja de un espacio para trabajar o para tienda, con un patio trasero y la vivienda situada en planta alta. Las artesanías se dedicaban a herrería, peluquería, taller de mecánico y carpintería. Fernández del Amo proyectó tres artesanías en Vegaviana. El acceso a los edificios se hace a través de un pequeño porche que sustenta una columna sin basa ni capitel, de similares características a las de la iglesia y el Ayuntamiento.
La casa del alguacil se dispone en el extremo este de las artesanías, es de dos plantas, uniéndose con el Ayuntamiento y la iglesia, a través de los porche, que funciona como elemento integrador.
Consultorio médico y farmacia
Situado al oeste de las artesanías, dispone de vivienda que antes fue la del médico. Presenta dos plantas y destaca, al igual que en el resto de la población, por la textura rugosa de sus fachadas encaladas junto al juego de volúmenes.
La Parada de Sementales.
El edificio de la Parada de Sementales del Estado, que se sitúa en la esquina meridional del conjunto urbano, dio nombre a la ronda que delimita la población por su lateral suroeste. Se trata de un vasto conjunto, de aproximadamente 1.800 m², cuyas edificaciones se ordenan en torno a un patio central que originalmente albergaba la vivienda del veterinario, la casa del encargado del INC, además de cuadras y corrales para el ganado semental. En la actualidad, acoge diversas instalaciones municipales (sala velatorio, asociación de mujeres y una escuela infantil).

### Mobiliario urbano
Estatua Homenaje al Colono
Jesús Díaz Moreno (Coria, 1947) es el autor de esta escultura de cuerpo entero, de seis metros de altura, que se levanta sobre un soporte de pizarra encalada y fue ejecutada en chapa de cobre de dos milímetros de grosor. Es la representación de un hombre de unos cuarenta años, de fuerte presencia y mirada penetrante, que porta una azada (elemento simbólico utilizado por el colono). El cuerpo parece realizado a modo de desgarros de piel, simbolizados por la ausencia de material en algunas zonas, alegoría del duro esfuerzo del trabajo en el campo.
La imagen se alza en el jardín de la plaza de José Luis Fernández del Amo, la cual preside. Se trata de un homenaje a los hombres y mujeres colonos, elemento clave y primordial en el proceso de la colonización.
Fuentes/Abrevaderos
El lenguaje empleado en el diseño del mobiliario urbano es de gran economía gestual. Presenta dos modelos, ambos en material granítico. Son cinco las fuentes/abrevaderos diseñadas por Fernández del Amo que aún se conservan en Vegaviana y que se encuentran diseminadas por los diversos espacios públicos, a los que aportan calidad ambiental, a la vez que utilidad pública; en concreto, en la calle de la Meseta, Ronda de la Rivera, plaza del Golfo, plaza de los Artesanos y Ronda de la Parada.

### Escuelas-capilla y casas de colono
Junto al núcleo arquitectónico de Vegaviana, hay que reseñar lo que se conoce como "casas diseminadas" de colonos en el campo. Son un total de 257 viviendas que terminaron de construirse en 1966. En la actualidad, la mayor parte de ellas están desocupadas y en un estado lamentable de conservación.
Estas viviendas se organizan en torno a las denominadas escuelas-capilla, que construyó el Instituto Nacional de Colonización para escolarizar a los hijos de los colonos, que vivían en el campo y que no podían acudir al centro de la población. El proyecto de construcción de estas escuelas-capilla lo redactó en 1966 el arquitecto Manuel Jiménez Varea. Se construyeron seis, de las cuales cuatro se sitúan actualmente en término municipal de Vegaviana, la Mata Baja, La Morra, La Quinta y Las Porciones. Por su parte, la escuela-capilla de Rozacordero se sitúa en término de Moraleja y la de la Mata Alta en el municipio de Cilleros.
Todas las escuelas-capilla presentan una serie de edificios comunes: iglesia, escuela y vivienda del maestro, con las construcciones dispuestas en forma de L, a las que se añadía un pequeño patio que completaba la planta rectangular. El estado de conservación de todas es, en general, muy deficiente.
Así, la Mata Alta (Cilleros) se encuentra abandonada y en desuso. La Mata Baja (Vegaviana) es quizás la mejor conservada puesto que se encuentra habitada, si bien la capilla está cerrada y no se recomienda su visita. En Las Porciones (Cilleros), se mantienen en buen estado muchas de las hojas de madera, la campana o la cruz en el campanario. Esta escuela-capilla es utilizada con fines ganaderos y la escuela se destina a almacén de alpacas. La Quinta (Vegaviana) también se encuentra habitada y muestra algunas actuaciones de revestimientos exteriores de piedra. La campana de la capilla ha desaparecido. Sí revisten interés algunas de las viviendas del entorno de dicha escuela-capilla, construidas con los mismos principios estéticos del proyecto de Vegaviana. La escuela-capilla Rozacordero (Moraleja) es la que presenta mayores transformaciones, quizás debido a su actual uso como centro terapéutico. Por último, La Morra (Vegaviana), por su situación ligeramente en alto, rodeada de otras construcciones, ofrece una imagen pintoresca desde el camino de acceso. Esta escuela-capilla se encuentra vallada y conserva algunos elementos originales (hojas y campana).

## Festividades
- Nuestra Señora de Fátima (13 de mayo).
- San Isidro Labrador (15 de mayo).

## Galería
|                   |
| Casa Ayuntamiento |

|                                         |
| Parroquia de Nuestra Señora del Rosario |

|                        |
| Plaza del Ayuntamiento |

|                         |
| Vista desde el exterior |